# Isobel Hamilton
Isobel Hamilton (* 1. November 1983 in Plymouth, England, alias: Izzy Hamilton)  ist eine britische Schauspielerin in Film-Theater und Fernsehen.

## Leben
Isobel Hamilton ist bekannt für ihre Arbeit an Damage (2012), I'm Still Here (2013), Turnout (2011), Rosamunde Pilcher und Beyond Paradise.
2003 bis 2006 studierte Isobel Hamilton an der Universität von Winchester mit BA Honours Degree in Drama Studies Abschluss.
Seit ihrem Abschluss hat sie bei Murder By Appointment mitgewirkt, einer etablierten Murder Mystery Company mit Sitz in Cornwall.
Der 7-minütige Kurzfilm Watching Isobel (2011) unter der Regie von
NUCA-Absolventin Kate Richardson wurde im selben Jahr beim Glastonbury
Film Festival eingereicht und gezeigt.
Seit 2009 ist Isobel Hamilton mit Acey Hamilton verheiratet.

## Filmografie (Auswahl)
- 2010: The Special Relationship (Fernsehfilm)[9]
- 2011: Watching Isobel (Kurzfilm)
- 2011: Turnout (Fernsehfilm)
- 2012: Damage (Kurzfilm)
- 2013: I'm Still Here (Fernsehfilm)
- 2014: Z-LIsters (Fernsehfilm)
- 2016: Set Me Free: Vol.II (Fernsehfilm)
- 2017: Beauty and the Beast (Kinofilm)[10]
- 2018: Rosamunde Pilcher (Fernsehfilmreihe, 1 Folge)
- 2020: The Trouble with Maggie Cole (Fernsehserie, 2 Folgen)
- 2022: The Pursuit of Love (Fernsehserie, 1 Folge)
- 2022: Fisherman’s Friends 2 – Eine Brise Leben(Fernsehfilm)
- 2022: Mab Hudel (Kurzfilm)
- 2023: New Year´s Eve (Kurzfilm)
- 2023–2024: Beyond Paradise (Fernsehserie, 2 Folgen)
- 2024: Egde of Summer (Kinofilm)